# Taymi Chappé
Taymi Chappé Valladares (L'Avana, 11 settembre 1968 – Miami, 3 novembre 2020) è stata una schermitrice cubana naturalizzata spagnola, vincitrice di due medaglie d'oro ed una di bronzo ai campionati mondiali di scherma e vincitrice di una Coppa del Mondo.
Trasferitasi a Napoli a fine carriera, è scomparsa nel 2020 all'età di 52 anni per un malore occorsole durante un allenamento.